# Rezerwat przyrody Żaba
Rezerwat przyrody Żaba – leśny rezerwat przyrody położony na terenie gminy Namysłów w powiecie namysłowskim (województwo opolskie).

## Powołanie
Obszar chroniony został utworzony 20 stycznia 2023 r. na podstawie Zarządzenia Regionalnego Dyrektora Ochrony Środowiska w Opolu z dnia 5 stycznia 2023 r. w sprawie uznania za rezerwat przyrody „Żaba” (Dz. Urz. Woj. Op. z 2023 r., poz. 106). Propozycje powołania rezerwatu pojawiały się od ok. 1990 roku. Pierwotnie do ochrony rezerwatowej planowano przeznaczyć większą powierzchnię, jednak w wyniku gospodarki leśnej jej część utraciła wartość przyrodniczą.

## Położenie
Rezerwat ma 23,87 ha powierzchni. Obszar chroniony obejmuje teren obrębu ewidencyjnego Minkowskie, w bliskim sąsiedztwie wsi Żaba i znajduje się w całości w obrębie Obszaru Chronionego Krajobrazu Lasy Stobrawsko-Turawskie.

## Charakterystyka
Celem ochrony w rezerwacie przyrody jest „zachowanie ze względów naukowych oraz dydaktycznych ekosystemów lasów liściastych”. Typ rezerwatu ze względu na dominujący przedmiot ochrony został określony jako biocenotyczny i fizjocenotyczny, a podtyp – jako biocenoz naturalnych i półnaturalnych (jest to pierwszy rezerwat faunistyczny w powiecie namysłowskim). Natomiast ze względu na główny typ ekosystemu typ określono go jako leśny i borowy, a podtyp – jako podtyp lasów nizinnych.
Drzewostan rezerwatu składa się z drzew niemal 200-letnich (dębów, buków, lip drobnolistnych czy jesionów wyniosłych), wśród występującej mozaiki lasów wyróżniono: łęg jesionowo-olszowy Fraxino-Alnetum, łęg dębowo-wiązowy Ficario-Ulmetum oraz grądy Galio-Carpinetum. Znajdujący się na jego obszarze pomnikowy buk ma wiek szacowany na 483 lata, zaś drugie drzewo będące pomnikiem przyrody to najstarszy w rezerwacie dąb szypułkowy. W warstwie podszytu i runa występują: kruszyna pospolita Frangula alnus oraz podrosty grabu pospolitego Carpinus betulus czy buka zwyczajnego, przytulia wonna Galium odoratum, kopytnik pospolity Asarum europaeum, kokoryczka wielokwiatowa Polygonatum multiflorum. Wśród występujących gatunków chronionych znajdują się: wawrzynek wilczełyko Daphne mezereum, kruszczyk szerokolistny Epipactis helleborine oraz soplówka bukowa Hericium coralloides, jak również kozioróg dębosz Cerambyx cerdo. 
Według stanu na luty 2023 rezerwat nie ma wyznaczonego planu ochrony ani zadań ochronnych.